# 舍里耶 (卢瓦尔省)
舍里耶（法語：Cherier，法語發音：[ʃəʁje]）是法国卢瓦尔省的一个市镇，属于罗阿讷区。

## 地理
舍里耶（45°57'53"N, 3°54'34"E）面积28.11 平方千米，位于法国奥弗涅-罗讷-阿尔卑斯大区卢瓦尔省，该省份为法国中南部省份，北起顺时针与索恩-卢瓦尔省、罗讷省、伊泽尔省、阿尔代什省、上盧瓦爾省、多姆山省和阿列省接壤。
与舍里耶接壤的市镇（或旧市镇、城区）包括：拉普吕涅、维勒蒙泰、阿尔孔、克勒莫、圣让-卢瓦尔河畔圣莫里斯、圣瑞斯特昂舍瓦莱、拉蒂利耶尔。
舍里耶的时区为UTC+01:00、UTC+02:00（夏令时）。

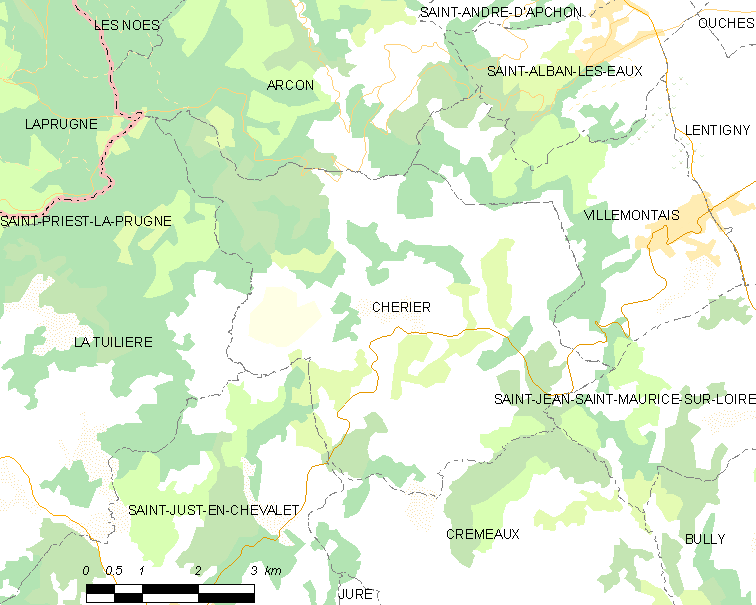
舍里耶的OSM定位图

## 行政
舍里耶的邮政编码为42430，INSEE市镇编码为42061。

## 政治
舍里耶所属的省级选区为勒奈松县。

## 人口

1962-2008年间舍里耶人口变化图示

舍里耶于2022年1月1日时的人口数量为522人。